# Scalpay (Binnen-Hebriden)
Scalpay is een eiland van de Binnen-Hebriden, dat zich ten noordoosten van het eiland Skye bevindt. Het zeeloch dat beiden van elkaar scheidt, is Loch na Cairidh. Het is slechts een halve kilometer breed bij hoogtij; bij laagtij is dit nog minder. Het hoogste punt van eiland, Mullach na Carn, is 396 meter hoog.
Scalpay is privaat eigendom. Op het eiland bevinden zich een edelhertenkwekerij, een jachtgebied en enige vakantiehuisjes.
De natuur op Scalpay komt sterk overeen met deze van de overige eilanden van de Binnen-Hebriden: er zijn uitgestrekte vochtige heidegebieden met hier en daar naaldwoudaanplantingen.
Het eiland is, mits met toestemming, bereikbaar vanuit Broadford op Skye.